# Robert Holley
Robert William Holley (Urbana, 28 de janeiro de 1922 — Los Gatos, 11 de fevereiro de 1993) foi um bioquímico estadunidense. Compartilhou o Prêmio Nobel de Fisiologia ou Medicina em 1968 (com Har Gobind Khorana e Marshall Nirenberg) por descrever a estrutura do RNA de transferência de alanina, ligando o DNA e a síntese de proteínas.

## Vida
Holley nasceu em Urbana, Illinois, e se formou na Urbana High School em 1938. Ele passou a estudar química na Universidade de Illinois em Urbana-Champaign, graduando-se em 1942 e iniciando seus estudos de PhD em química orgânica na Cornell University. Durante a Segunda Guerra Mundial, Holley passou dois anos trabalhando com o professor Vincent du Vigneaud no Cornell University Medical College, onde esteve envolvido na primeira síntese química da penicilina. Holley concluiu seus estudos de PhD em 1947.
Após seus estudos de graduação, Holley continuou associado a Cornell. Ele se tornou professor assistente de química orgânica em 1948 e foi nomeado professor de bioquímica em 1962. Ele começou sua pesquisa sobre RNA depois de passar um ano sabático (1955-1956) estudando com James F. Bonner no Instituto de Tecnologia da Califórnia.
A pesquisa de Holley sobre o RNA se concentrou primeiro no isolamento do RNA de transferência (tRNA) e, posteriormente, na determinação da sequência e estrutura do tRNA da alanina, a molécula que incorpora o aminoácido alanina nas proteínas. A equipe de pesquisadores de Holley determinou a estrutura do tRNA usando duas ribonucleases para dividir a molécula de tRNA em pedaços. Cada enzima divide a molécula em pontos de localização para nucleotídeos específicos. Por um processo de "confundir" a estrutura das peças divididas pelas duas enzimas diferentes e, em seguida, comparando as peças de ambas as divisões de enzimas, a equipe acabou determinando toda a estrutura da molécula. O grupo de pesquisadores inclui Elizabeth Beach Keller, que desenvolveu o modelo em folha de trevo que descreve o RNA de transferência, durante o curso da pesquisa.
A estrutura foi concluída em 1964, e foi uma descoberta importante para explicar a síntese de proteínas a partir do RNA mensageiro. Foi também a primeira sequência de nucleotídeos de um ácido ribonucleico já determinada. Holley recebeu o Prêmio Nobel de Fisiologia ou Medicina em 1968 por esta descoberta, e Har Gobind Khorana e Marshall W. Nirenberg também receberam o prêmio naquele ano por contribuições para a compreensão da síntese de proteínas.
Usando o método da equipe de Holley, outros cientistas determinaram as estruturas dos tRNAs restantes. Alguns anos mais tarde, o método foi modificado para ajudar a rastrear a sequência de nucleotídeos em vários vírus bacterianos, vegetais e humanos.
Em 1968, Holley tornou-se um membro residente do Instituto Salk de Estudos Biológicos em La Jolla, Califórnia.